# Олдфилд, Салли
Салли Патриция Олдфилд (англ. Sally Patricia Oldfield; род. 3 августа 1947, Дублин) — британский автор-исполнитель песен и сестра композиторов Майка Олдфилда и Терри Олдфилда. Её музыку, которую в основном пишет самостоятельно, можно охарактеризовать как нечто среднее между стилями фолк и нью-эйдж. Иногда в неё входят кельтские мотивы и написанное может считаться как предваряющее появление музыки Эния или Лорины Маккеннитт, даже несмотря на то, что Салли не заработала высокую известность, и к её работам проявляется ограниченный общественный интерес.

## Биография
Салли Олдфилд родилась 8 марта 1947 года в Дублине, Ирландия. Со своими братьями она росла в католической семье их матери, Морин. Детство прошло в Рединге, графство Беркшир. С возраста 4 лет Салли занималась балетом и была победительницей на многочисленных конкурсах во всех танцевальных стилях, включая балет, степ и современные танцы. В 11-летнем возрасте она выиграла стипендию в Королевской академии танца, расположенной в Holland Park, Лондон, а 2 года спустя с почётом была направлена Королевскую балетную школу на Уайт Лодж. Тем не менее, спустя два года она оставила балет, достигнув в обучении трёх уровней «А» в классе «А». Также она изучала классическое фортепиано, получив класс «7». Все школьные годы она провела в колледже Сент-Джозеф в Рединге, где стали подругами с Марианной Фейтфулл. Затем Олдфилд изучала английскую литературу и философию в Бристольском университете.

## Музыкальная карьера
Салли Олдфилд начала музыкальную карьеру в начале 1968-х, когда с братом Майком они сделали совместные демозаписи — эти сессии были предложены и контролировались Миком Джаггером, дальнейшая судьба тех записей неизвестна.
Вскоре после этого вместе с братом Майком они основывают акустический фолк-дуэт The Sallyangie. Дуэтом они записывают свой первый и единственный альбом по рекомендации гитариста группы Pentangle, Джона Ренборна, которого Майк встретил в фолк-клубе Трубадур в Бристоле. Альбом «Children of the Sun» был записан в августе 1968. Песни с него в основном написаны Салли Олдфилд и альбом содержит некоторые ранние гитарные работы её брата. Приглашёнными исполнителями были Terry Cox на ударных и Ray Warleigh на флейте. Десять лет спустя её песня «Mirrors» стала хитом в UK Singles Chart и, вопреки слухам того времени о композиции, являлась собственной работой Салли Олдфилд, а не была написана Майком.
Дебютный сольный альбом, «Water Bearer», вышел в 1978. Трек «Mirrors», вошедший во 2-ю редакцию альбома, занял 19-е место в UK Singles Chart в промежутке 1978—1979 годов и удерживал свою позицию в течение 13 недель. Также наиболее успешными были ближайшие две LP и фрагменты альбомов «Celebration» и «Mandala». С тех пор певицей выпущено 15 сольных альбомов.
С прекращением деятельности записывавшего её лейбла Bronze Records, Олдфилд переехала в Германию, где её музыкальная карьера продолжалась с того времени. Большинство её альбомов с 1983 года не издавались в Великобритании. Она работала со многими немецкими звукозаписывающими продюсерами и музыкантами, в том числе с Гюнтером Менде и Candy DeRouge, в связи с чем некоторые её поздние альбомы произведены в Германии и, как правило, в плане музыки и содержания сильно близки к мейнстриму. Олдфилд регулярно появлялась на национальном телевидении и радио и совершила несколько европейских концертных туров, последний из которых был в 2003 году в Германии. Совсем недавно, как представляется, Салли Олдфилд возвращается в музыку и теперь больше ориентируется на англо-американскую аудиторию, сдвигая свой образ ближе к эзотерике.
Салли Олдфилд сознательно не копирует манеру Майка, это просто невозможно, но его имя ей очень помогает. Стилистически музыка Салли Олдфилд — гибрид англо-ирландской народной музыки и довольно прямолинейного рока на танцевально-битовой ритмике. Среди самых заметных композиций Салли Олдфилд помимо уже упомянутой «Mirrors» (1979) необходимо отметить песни «Mandala» (1981) и «Silver Dagger» (1987).

## Прочие выступления
Олдфилд исполняла бэк-вокал в части альбомов своего брата Майка: «Tubular Bells», «Ommadawn» и «Incantations». Также она исполнила свою партию в альбоме «Tr3s Lunas» в 2002 и при перезаписи «Tubular Bells 2003» в 2003 годах. В дополнение, она работала с записями своего другого брата, Терри. Кроме этого, исполнила композицию «Shadow of the Hierophant» с альбома 1975 года «Voyage of the Acolyte» Стива Хэкетта.

## Дискография
сольная
- 1978: «Water Bearer»
- 1979: «Easy»
- 1980: «Celebration»
- 1981: «Playing in the Flame»
- 1982: «In Concert»
- 1983: «Strange Day in Berlin»
- 1987: «Femme»
- 1988: «Instincts»
- 1990: «Natasha»
- 1992: «The Flame» как Natasha Oldfield
- 1994: «Three Rings»
- 1996: «Secret Songs»
- 2001: «Flaming Star»
- 2003: «Absolutely Chilled»
- 2009: «Cantadora»
- 2012: «Arrows of Desire»

со Стивом Хэкеттом
- 1975: «Voyage of the Acolyte» (вокал)

с Майком Олдфилдом
- 1969: «Children of the Sun»
- 1973: «Tubular Bells»
- 1974: «Hergest Ridge» (вокал)
- 1975: «Ommadawn» (вокал)
- 1978: «Incantations» (вокал)
- 2002: «Tr3s Lunas»
- 2003: «Tubular Bells 2003»

прочие
- 1977: «Keesojen Letho» (вокал для альбома инструменталиста Pekka Pohjola)

концертные альбомы и сборники
- 1982: «In Concert» (концертный)
- 1986: «the Collection»
- 1987: «Mirrors — The Most Beautiful Songs»
- 1993: «A Portrait of Sally Oldfield»
- 1997: «Morning of My Life»
- 2000: «Celebration — Best» (1978-83, лейбл Zounds, цифровой ремастеринг всех песен)

синглы
- 1969: «Two Ships»
- 1972: «Sweet Child of Allah»
- 1978: «Mirrors»
- 1979: «You Set My Gipsy Blood Free»
- 1979: «The Sun in My Eyes»
- 1979: «Easy» (Франция)
- 1980: «I Sing for You»
- 1980: «Mandala»
- 1980: «Woman of the Night» (Португалия)
- 1980: «Celebration»
- 1981: «Morning of My Life»
- 1981: «Song of the Lamp»
- 1982: «Playing in the Flame»
- 1982: «Broken Mona Lisa»
- 1983: «Path with a Heart»
- 1984: «Meet Me in Verona» (Франция)
- 1985: «Share»
- 1987: «Silver Dagger»
- 1987: «Giving All My Love»
- 1988: «Andromeda Rising»
- 1989: «I Say Something»
- 1989: «Let It Begin»
- 1990: «Natasha»
- 1990: «Guiding Star»
- 1991: «Break Through the Rock»
- 1992: «No Heart»
- 1992: «Mandala»
- 1994: «Digging for Gold»
- 1994: «Summer of Love»
- 1994: «Morning Has Broken»
- 1995: «Three Rings»
- 1995: «Summer in My Hand»
- 1996: «Mystic Drum»
- 1997: «Masquerade»
- 2001: «Mirrors»
- 2002: «Mirrors»
- 2003: «Private Collection»
- 2006: «Singing My Life»